# Formula One 2003
Formula One 2003 è un videogioco per PlayStation 2 pubblicato nel 2003 e distribuito da Sony. Il gioco comprende tutti i team, i piloti e i circuiti del mondiale di Formula 1 2003.

## Modalità di gioco
- Gara arcade;
- Gara veloce;
- Prova a tempo;
- Weekend di Gara;
- Campionato del Mondo;
- Multigiocatore.

## Telecronaca
- Andrea De Adamich
- Claudia Peroni

## Differenze dal gioco precedente
Questo videogioco si differenzia, rispetto a Formula One 2002, per lo stile del menù e per i piloti in gara (che da 22 sono diventati 20), mentre per quanto riguarda la grafica sono state apportate poche modifiche.
Un'altra particolarità è la modalità safety car (possibilità di effettuare dei giri su un circuito a scelta con la safety car). La vera safety car era stata introdotta nel gioco del 2002, ma non è presente in questo del 2003. 

## Valutazioni
Come citato in precedenza la grafica non è molto cambiata dal gioco predecessore, mentre gli effetti sonori sono quasi totalmente differenti. Anche la guidabilità della macchina è cambiata e il fumo che esce dal motore in caso di rottura è stato reso più scuro. Per concludere il quadro delle differenze, anche la visione sul cielo ha subito variazioni in quanto, in caso di pioggia, si addensano delle nuvole e diventano grigie o grigio-scure (in caso di temporale), mentre in quello del 2002 il cielo rimaneva azzurro anche se pioveva. Inoltre, sempre in caso di precipitazioni, le vetture alzano più acqua (infatti gli schizzi arrivano a superare di parecchio l'auto), a differenza con il predecessore dove gli spruzzi d'acqua arrivavano a malapena a sollevarsi all'altezza delle ruote.
Complessivamente tutto questo è stato apprezzato, anche se, per arrivare al realismo, c'è ancora moltissima strada da fare.

## Team e Piloti
- Scuderia Ferrari=1.Michael Schumacher/2.Rubens Barrichello
- Williams BMW=3.Juan Pablo Montoya/4.Ralf Schumacher
- McLaren Mercedes=5.David Coulthard/6.Kimi Räikkönen
- Renault=7.Jarno Trulli/8.Fernando Alonso
- Sauber Petronas=9.Nick Heidfeld/10.Heinz Harald Frentzen
- Jordan Ford=11.Giancarlo Fisichella/12.Ralph Firman
- Jaguar Cosworth=14.Mark Webber/15.Antônio Pizzonia
- BAR Honda=16.Jacques Villeneuve/17.Jenson Button
- Minardi Cosworth=18.Justin Wilson/19.Jos Verstappen
- Toyota=20.Olivier Panis/21.Cristiano Da Matta